# Рудзите, Катрина
Катрина Рудзите (латыш. Katrīna Rudzīte, настоящая фамилия Ку́дума, латыш. Kuduma; род. 25 сентября 1991, Лиепая) — латвийская поэтесса.
Родилась в семье Анды Кудума (род. 1966), литературоведа, исследователя современной латышской литературы. Окончила Латвийский университет (2017) со специализацией по социальной антропологии, защитив бакалаврскую работу на тему «Принципы определения „близких отношений“ с точки зрения геев и лесбиянок».
Дебютировала в печати в 2007 году, опубликовав три стихотворения в региональной газете Kurzemes Vārds. В 2014 году выпустила первую книгу стихов «Солнцеизлияние» (латыш. Saulesizplūdums), удостоенную Латвийской премии года по литературе (2015) в номинации «Лучший дебют». Откликаясь на выход книги, поэт Арвис Вигулс отмечал, что стихи Рудзите «не пытаются убедить нас в тщетности жизни, иногда даже обнаруживая, что за тяжёлой и колкой упаковкой скрывается немного тепла — в книгах, отношениях или красоте городского пейзажа».
В 2020 году вышел второй сборник Рудзите «Удобные переносные крылья» (латыш. Ērti pārnēsājami spārni; 2020). Поэт и критик Раймондс Киркис отметил в новой книге Рудзите парадоксальное сочетание социальной заострённости (причисляя автора к феминистскому крылу новейшей латышской поэзии вместе с Ингой Гайле, Анной Аузиней и Мадарой Грунтмане) со сложностью, текучестью и расщеплённостью субъекта. Другой критик, Иварс Штейнбергс, увидел в новой книге некоторое ослабление эмоционального накала ради более нюансированного мировидения.
Рудзите была постоянной участницей проекта «Женский стендап» (латыш. Sieviešu stendaps), в рамках которого латышские поэтессы и писательницы ежемесячно выступали перед аудиторией. В 2019 году приняла участие в международном рижском поэтическом фестивале «Поэзия без границ».
На русский язык стихи Рудзите переводили Дмитрий Кузьмин и Андрей Левкин.